# Het iksel
Heer Bommel en zijn iksel of kortweg Het iksel is het 53ste verhaal uit de Bommelsaga, geschreven en getekend door Marten Toonder. Het verhaal verscheen voor het eerst op 17 april 1953 en liep tot 30 mei van dat jaar. Het thema is psychoanalyse.

## Samenvatting
Heer Bommel gaat op zoek naar zijn innerlijk, in dit verhaal iksel genoemd. Een dokter blijkt een apparaat te hebben dat daarbij helpt, en daarom koopt heer Bommel de hele praktijk. Hij krijgt daarna zelfs hulp van zijn iksel-evenbeeld. Maar per slot van rekening blijkt het apparaat een hele andere nuttige functie te hebben. Het is namelijk tevens een kasregister, en kruidenier Grootgrut wil die graag hebben.